# أستراليا نافارو
أستراليا نافارو (مواليد 1961) سياسية إسبانية من حزب الشعب وزعيم حزب الشعب لجزر الكناري في برلمان جزر الكناري.

## النشأة
ولدت نافارو في لاس بالماس في 6 فبراير 1961. وهي حاصلة على إجازة في القانون ودبلومة في قانون الزواج من الجامعة الوطنية للتعليم عن بعد وحصلت على درجة الدكتوراه من جامعة لاس بالماس دي جران كناريا.

## الحياة المهنية
بدأت نافارو حياتها المهنية كمحامية ولديها شركتها الخاصة. من عام 2000 إلى عام 2002 كانت نائبة الأمين الإقليمي للعلاقات المؤسسية لحزب الشعب في جزر الكناري. بعد انتخابها لعضوية برلمان جزر الكناري من غران كناريا في عام 2003 أصبحت مستشارة الرئاسة والعدل في الحكومة، وهو المنصب الذي شغله حتى عام 2005. كانت نافارو نائبة إقليمية لحزب الشعب في الكناري خلال الانتخابات الإقليمية التي أجريت في 2003 و2007 و2011 و2015. وهي تمثل حاليًا غران كناريا في برلمان جزر الكناري. وهي أيضًا عضو في اللجنة التنفيذية الوطنية والمجلس الوطني لـ حزب الشعب.